# Paardensport op de Olympische Zomerspelen 1932
Paardensport is een van de sporten die beoefend werden tijdens de Olympische Zomerspelen 1932 in Los Angeles.

## Dressuur

### Individueel

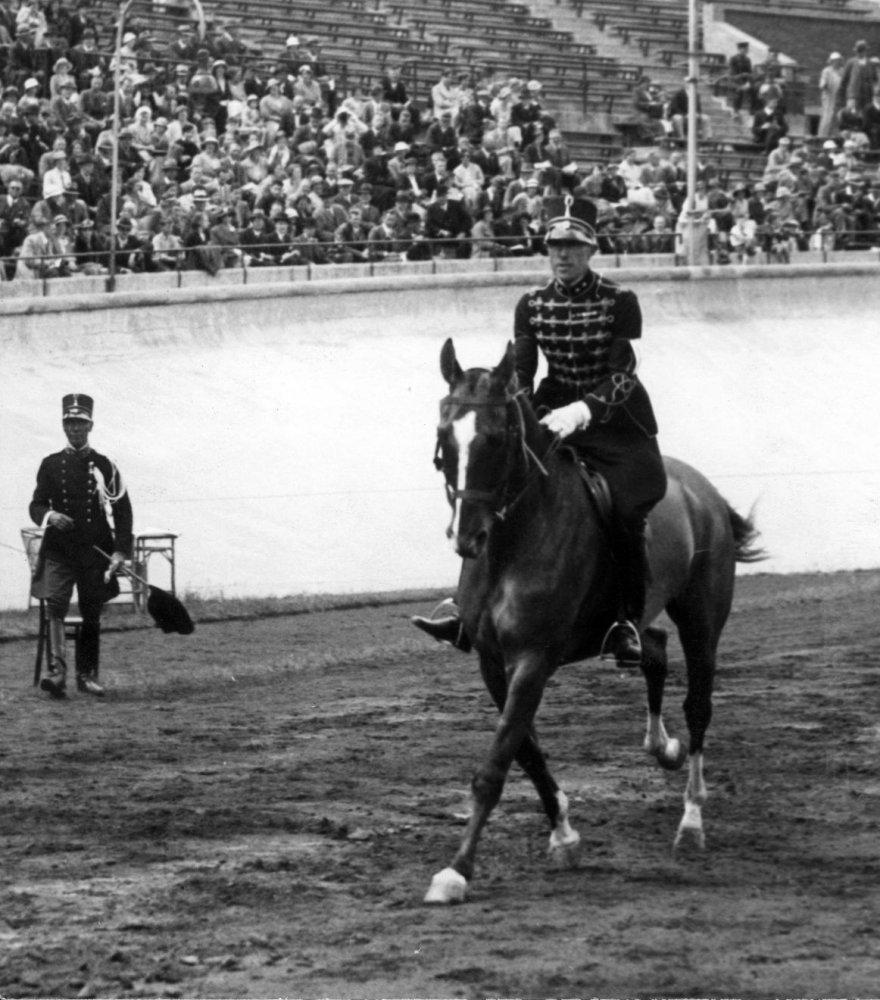
Lt. Charles Pahud de Mortanges

| rang   | sporter                      | paard         | land | score   |
| ------ | ---------------------------- | ------------- | ---- | ------- |
| Goud   | Xavier Lesage                | Taine         | FRA  | 1031.25 |
| Zilver | Charles Marion               | Linon         | FRA  | 916.25  |
| Brons  | Hiram Tuttle                 | Olympic       | USA  | 901.50  |
| 4      | Thomas Byström               | Gulliver      | SWE  | 880.50  |
| 5      | André Jousseaume             | Sorelta       | FRA  | 871.25  |
| 6      | Isaac Kitts                  | American Lady | USA  | 846.25  |
| 7      | Alvin Moore                  | Water Pat     | USA  | 829.00  |
| 8      | Gustaf Adolf Boltenstern jr. | Ingo          | SWE  | 833.50  |

De Zweed Bertil Sandström op Kreta eindigde aanvankelijk met 964.00 punten op de tweede plaats, hij werd echter teruggezet naar de tiende (en laatste) plaats wegens overtreding van een dressuurregel. Deze beslissing had geen invloed op het resultaat van de teamwedstrijd.

### Team
| rang   | sporter                                                      | paard                           | land | score                 | totaal  |
| ------ | ------------------------------------------------------------ | ------------------------------- | ---- | --------------------- | ------- |
| Goud   | Xavier Lesage Charles Marion André Jousseaume                | Taine Linon Sorelta             | FRA  | 1031.25 916.25 871.25 | 2818.75 |
| Zilver | Bertil Sandström Thomas Byström Gustaf Adolf Boltenstern jr. | Kreta Gulliver Ingo             | SWE  | 964.00 880.50 833.50  | 2678.00 |
| Brons  | Hiram Tuttle Isaac Kitts Alvin Moore                         | Olympic American Lady Water Pat | USA  | 901.50 846.25 829.00  | 2576.75 |

Er waren slechts drie deelnemende teams.

## Eventing

### Individueel
| rang   | sporter                    | paard           | land | score    |
| ------ | -------------------------- | --------------- | ---- | -------- |
| Goud   | Charles Pahud de Mortanges | Marcroix        | NED  | 1813.833 |
| Zilver | Earl Thomson               | Jenny Camp      | USA  | 1811.000 |
| Brons  | Clarence von Rosen jr.     | Sunnyside Maid  | SWE  | 1809.416 |
| 4      | Harry Chamberlin           | Pleasant Smiles | USA  | 1687.833 |
| 5      | Ernst Hallberg             | Marokan         | SWE  | 1679.333 |
| 6      | Karel Schummelketel        | Duiveltje       | NED  | 1614.000 |
| 7      | Morishige Yamamoto         | Kingo           | JPN  | 1609.583 |
| 8      | Edwin Argo                 | Honolulu Tomboy | USA  | 1539.250 |

### Team
| rang   | sporter                                                           | paard                                      | land | score                      | totaal   |
| ------ | ----------------------------------------------------------------- | ------------------------------------------ | ---- | -------------------------- | -------- |
| Goud   | Earl Thomson Harry Chamberlin Edwin Argo                          | Jenny Camp Pleasant Smiles Honolulu Tomboy | USA  | 1811.000 1687.833 1539.250 | 5038.083 |
| Zilver | Charles Pahud de Mortanges Karel Schummelketel Aernout van Lennep | Marcroix Duiveltje Henk                    | NED  | 1813.833 1614.500 1260.750 | 4689.083 |
| —      | Clarence von Rosen jr. Ernst Hallberg Arne Francke                | Sunnyside Maid Marokan Fridolin            | SWE  | 1809.416 1679.333 DNF      | DNF      |
| —      | Morishige Yamamoto Taro Nara Shunzo Kido                          | Kingo Sonshin Kyu Gun                      | JPN  | 1609.583 DNF               | DNF      |

Er namen slechts vier teams deel, waarvan twee teams de wedstrijd met drie combinaties wisten te voltooien, de bronzen medaille werd niet uitgereikt.

## Springconcours

### Individueel
| rang   | sporter                | paard        | land | score |
| ------ | ---------------------- | ------------ | ---- | ----- |
| Goud   | Takeichi Nishi         | Uranus       | JPN  | 8.00  |
| Zilver | Harry Chamberlin       | Show Girl    | USA  | 12.00 |
| Brons  | Clarence von Rosen jr. | Empire       | SWE  | 16.00 |
| 4      | William Bradford       | Joe Aleshire | USA  | 24.00 |
| 5      | Ernst Hallberg         | Kornett      | SWE  | 50.50 |
| —      | Yasushi Imamura        | Sonny Boy    | JPN  | DNF   |
| —      | Andrés Bocanegra       | El As        | MEX  | DNF   |
| —      | Carlos Mejia           | Kanguro      | MEX  | DNF   |
| —      | Procopio Ortíz         | Pinello      | MEX  | DNF   |
| —      | Arne Francke           | Urfe         | SWE  | DNF   |
| —      | John Wofford           | Babe Wartham | USA  | DNF   |

Slechts vijf van de elf deelnemende combinaties wisten het concours te voltooien.

### Team
| rang | sporter                                            | paard                               | land | score           | totaal |
| ---- | -------------------------------------------------- | ----------------------------------- | ---- | --------------- | ------ |
| —    | Harry Chamberlin William Bradford John Wofford     | Show Girl Joe Aleshire Babe Wartham | USA  | 12.00 24.00 DNF | DNF    |
| —    | Clarence von Rosen jr. Ernst Hallberg Arne Francke | Empire Kornett Urfe                 | SWE  | 16.00 50.50 DNF | DNF    |
| —    | Andrés Bocanegra Carlos Mejia Procopio Ortíz       | El As Kanguro Pinello               | MEX  | DNF             | DNF    |

Medailles zijn niet uitgereikt omdat geen enkel van de drie deelnemende teams het parcours met drie combinaties voltooiden.

## Medaillespiegel
| rang   | land             | goud | zilver | brons | totaal |
| ------ | ---------------- | ---- | ------ | ----- | ------ |
| 1      | Frankrijk        | 2    | 1      | 0     | 3      |
| 2      | Verenigde Staten | 1    | 2      | 2     | 5      |
| 3      | Nederland        | 1    | 1      | 0     | 2      |
| 4      | Japan            | 1    | 0      | 0     | 1      |
| 5      | Zweden           | 0    | 1      | 2     | 3      |
| totaal | totaal           | 5    | 5      | 4     | 14     |

Parijs 1900 · 
Stockholm 1912 · 
Antwerpen 1920 · 
Parijs 1924 · 
Amsterdam 1928 · 
Los Angeles 1932 · 
Berlijn 1936 · 
Londen 1948 · 
Helsinki 1952 · 
Melbourne 1956 · 
Rome 1960 · 
Tokio 1964 · 
Mexico-stad 1968 · 
München 1972 · 
Montréal 1976 · 
Moskou 1980 · 
Los Angeles 1984 · 
Seoel 1988 · 
Barcelona 1992 · 
Atlanta 1996 · 
Sydney 2000 · 
Athene 2004 · 
Peking 2008 · 
Londen 2012 · 
Rio de Janeiro 2016 · 
Tokio 2020 · 
Parijs 2024 · 
Los Angeles 2028
Medaillewinnaars
American Football (demonstratie) · Atletiek · Boksen · Gewichtheffen · Hockey · Lacrosse (demonstratie) · Kunstwedstrijden · Moderne vijfkamp · Paardensport · Roeien · Schermen · Schietsport · Schoonspringen · Turnen · Waterpolo · Wielersport · Worstelen · Zeilen · Zwemmen